# Висенте Исабель Осорио де Москосо-и-Альварес де Толедо
Висенте Феррер Исабель Осорио де Москосо-и-Альварес де Толедо (исп. Vicente Isabel Osorio de Moscoso y Álvarez de Toledo; 19 ноября 1777, Мадрид — 31 августа 1837, Мадрид) — испанский аристократ и придворный из дома Осорио.

## Биография
Родился 19 ноября 1777 года в Мадриде. Старший сын Висенте Хоакина Осорио де Москосо-и-Гусмана (1756—1816) и его первой жены Марии Игнасии Альварес де Толедо-и-Гонзага (1757—1795), дочери Антонио Альварес де Толедо Осорио, 10-го маркиза Вильяфранка-дель-Бьерсо (1716—1773), и Марии Антонии Доротеи Синфоросы Гонзаги и Караччоло (1735—1801).
Связанная как со стороны отца, так и со стороны матери с королевским двором, его семья по материнской линии занимала важные посты при дворе. Оба деда Висенте Феррера Исабель были старшими майордомами королевы.
В возрасте 18 лет он лишился матери. В 1798 году 21-летний Висенте Ферре Исабель женился на Марии дель Кармен Понсе де Леон Карвахаль, 5-й герцогине де Монтемар (1780—1813), дочери Антонио Марии Понсе де Леон Давила и Каррильо де Альборноса, 4-го герцога де Монтемар (1757—1826), и Марии Луизы Карвахаль и Гонзага (1759—1843). У супругов было шестеро детей, из которых известны:
- Висенте Пио Осорио де Москосо, 16-й герцог де Македа (1801—1864), преемник отца
- Мария Антония Осорио де Москосо и Агилар Понсе де Леон, жена Хосе Эусебио Бернуя и Вальды, 11-го маркиза де Вальпараисо.

Во время войны за независимость Испании с мая по ноябрь 1809 года Висенте занимает пост президента Центральной Верховной Хунты, к которой принадлежал его отец.
Он унаследовал титулы и имущество после смерти своего отца в 1816 году и четыре года спустя сочувствовал движению «Либеральное трехлетие». Передовой дворянин, правительство выберет его, чтобы после событий июля 1822 года он заменил маркиза Бельгиду на посту старшего кабальеро Фернандо VII, несмотря на то, что он пытается извиниться за то, что не занимал эту должность.
Когда либеральное движение потерпело неудачу в 1823 году, он впал в немилость у короля Фердинанда VII, из-за чего уехал жить в Париж. Когда в 1833 году монарх умер, он был реабилитирован и смог вернуться в Испанию.
В 1813 году умерла его жена, а сам Висенте скончался в 1837 году.

## Дворянские титулы, светлости и отличия

### Герцогства
- 16-й герцог Македа (гранд Испании)
- 12-й герцог Баэна (гранд Испании)
- 14-й герцог Сесса (гранд Испании)
- 13-й герцог де Сома (гранд Испании)
- 10-й герцог Санлукар-ла-Майор (гранд Испании)
- 8-й герцог де Медина де лас Торрес (гранд Испании)
- 7-й герцог Атриско (гранд Испании)
- 13-й герцог де Терранова (гранд Испании)
- 13-й герцог Сантанджело (гранд Испании)
- 13-й герцог Андрия (гранд Испании)

### Маркизаты
- 17-й маркиз де Астрога (гранд Испании)
- 8-й маркиз Кастромонте (гранд Испании)
- 8-й маркиз Леганес (гранд Испании)
- 11-й маркиз Велада (гранд Испании)
- 11-й маркиз Альмасан
- 12-й маркиз де Поса
- 8-й маркиз де Майрена
- 7-й маркиз де Мората де ла Вега
- 8-й маркиз де Монастерио
- 14-й маркиз де Аямонте
- 9-й маркиз де Вильяманрике
- 9-й маркиз де Вилья-де-Сан-Роман
- 16-й маркиз де Эльче
- 11-й маркиз де Монтемайор
- 10-й маркиз де Агила

### Графства
- 12-й граф де Альтамира (гранд Испании)
- 13-й граф де Кабра (гранд Испании)
- 18-й граф де Паламос
- 14-й граф де Тривенто
- 14-й граф де Авеллино
- 13-й граф де Оливето
- 16-й граф де Монтеагудо-де-Мендоса
- 11-й граф де Лосада
- 9-й граф де Асналькольяр
- 13-й граф де Трастамара
- 16-й граф де Санта-Мария-де-Ортигейра
- 11-й граф де Лодоса
- 10-й граф де Сальтес
- 19-й граф де Ньева
- 5-й граф де Гарсиес
- 4-й граф де Вальэрмосо
- граф де Сантильяна

### Виконтства
- 13-й виконт де Иснахар

### Баронства
- 23-й барон де Бельпуч
- 14-й барон де Калонже
- 15-й Барон де Линьола